# آکو کواسا
آکو کواسا (به اسپانیایی: Aqu Q'asa) یک کوه در پرو است که در Peru, Apurímac Region واقع شده‌است. آکو کواسا ۵٬۰۹۱ متر بالاتر از سطح دریا واقع شده‌است.